# Jüdische Gemeinde Heinsheim
Eine jüdische Gemeinde in Heinsheim, einem Ortsteil von Bad Rappenau im Landkreis Heilbronn im nördlichen Baden-Württemberg, hat nach dem Nachweis einzelner Juden bis zurück ins 16. Jahrhundert insbesondere ab dem 18. Jahrhundert bestanden. Die Gemeinde hatte um 1839 ihre größte Mitgliederzahl und ging im späten 19. Jahrhundert durch Ab- und Auswanderung merklich zurück.

## Geschichte
Heinsheim befand sich seit Ende des 14. Jahrhunderts zu einem Drittel im Besitz des Deutschen Ordens; der andere Teil war im Besitz von verschiedenen Adelsfamilien. Der älteste Nachweis über einzelne Juden im Ort stammt von 1563. Sowohl vom Deutschen Orden als auch von den jeweiligen Adelsfamilien wurden Juden aufgenommen. Einige Juden gingen während des Dreißigjährigen Kriegs zur Jüdischen Gemeinde Gundelsheim, wo sie besseren Schutz fanden. Ebenfalls gab es enge Beziehungen zwischen den Heinsheimer Juden und der Jüdischen Gemeinde Wimpfen, wie auch in der Wimpfener Judenordnung von 1630 zu ersehen ist. Im Jahr 1670 ist erstmals ein Judenschulmeister bezeugt. In einem Rezess von 1681 legten der Deutsche Orden und die Herren von Helmstatt fest, dass der Deutsche Orden drei und die andere Seite sechs Juden als Schutzjuden annehmen dürfen. Die Juden handelten mit Vieh, Pferden und anderen Waren. Ab 1727 hatten die Freiherren von Racknitz alle Rechte der Herrschaft Heinsheim neben dem Deutschen Orden. Die Racknitz nahmen entgegen der Abmachung des Jahres 1681 wesentlich mehr Judenfamilien auf, da ihnen von diesen Schutzzölle und außerdem das Sterbegeld aller auf dem Heinheimer Judenfriedhof beigesetzten Juden zukamen. Im Jahr 1767 gab es 17 Racknitzsche Judenfamilien, 1797 waren es 13.
Im Jahr 1796 wurde die neue Synagoge Heinsheim errichtet, die 1938 nach Auflösung der jüdischen Gemeinde an einen Landwirt verkauft wurde. Ein rituelles Bad wurde 1831/32 neben der Kelter hinter der katholischen Kirche erbaut und 1935 der katholischen Kirchengemeinde verkauft. Der Jüdische Friedhof Heinsheim, der bereits im 16. Jahrhundert angelegt wurde, ging 1857 in den Besitz der jüdischen Begräbniskongregation Heinsheim durch eine Ablösesumme von 200 Gulden über. 1871 besaßen die Juden mit Wolf Wiener ein Mitglied im Gemeinde- und Ortsschulrat. Die Heinsheimer Juden lebten im 20. Jahrhundert vom Handel mit Vieh, Pferden und Textilien.

## Nationalsozialistische Verfolgung
Wegen der Diskriminierung zur Zeit des Nationalsozialismus nach 1933 verkauften die meisten Familien ihr Eigentum und wanderten nach Argentinien, in die USA oder nach Palästina aus. Zu den letzten Heinsheimer Juden, denen noch 1937 die Auswanderung gelang, gehörte die Familie von Anneliese Wagner geb. Ottenheimer (1929–2013), die später in den USA als Lyrikerin zahlreiche englischsprachige Gedichte über das Leben in und die Vertreibung aus Heinsheim publizierte. Am 8. November 1937 wurde die jüdische Gemeinde schließlich aufgelöst.
1940 lebte noch Moses Ottenheimer mit seiner Familie in Heinsheim, der am 22. Oktober 1940 zusammen mit seiner Tochter Hedwig Freudenthaler und dem Enkelkind Anna nach Gurs deportiert wurde. Moses Ottenheimer starb 1942 in Südfrankreich, seine Tochter im gleichen Jahr in Auschwitz, Anna war bereits bald aus dem Lager befreit worden. Ihre Schwester Hilde wurde 1942 von Heilbronn aus nach Theresienstadt deportiert und 1945 in Bergen-Belsen befreit. (Angerbauer/Frank, S. 109)
Das Gedenkbuch des Bundesarchivs verzeichnet 11  in Heinsheim geborene jüdische Bürger, die dem Völkermord des nationalsozialistischen Regimes zum Opfer fielen.

## Persönlichkeiten
Nachfahren Heinsheimer Juden sind:
- Fritz Heinsheimer (1897–1958), deutscher expressionistischer, später realistischer Maler
- Hans Heinsheimer (1900–1993), österreichischer Musikverleger, Autor und Journalist
- Karl Heinsheimer (1869–1929), deutscher Zivilrechtler und Professor der Universität Heidelberg
- Max Heinsheimer (1832–1892), Rechtsgelehrter und badischer Oberlandesgerichtsrat

## Gemeindeentwicklung
| Jahr    | Gemeindemitglieder                               |
| ------- | ------------------------------------------------ |
| 1744    | 4 Familien (Dt. Orden)/9 Familien (von Racknitz) |
| 1767/68 | 17 Familien (von Racknitz)                       |
| 1790    | 12 Familien (von Racknitz)                       |
| 1825    | 100 Personen                                     |
| 1839    | 114 Personen                                     |
| 1864    | 110 Personen                                     |
| 1900    | 82 Personen                                      |
| 1933    | 24 Personen                                      |

## Bürgerliche Namen
Als alle Juden in Baden 1809 erbliche Familiennamen annehmen mussten, nahmen die 17 Familienvorstände der Heinsheimer Juden folgende Namen an: Odenheimer bzw. Ottenheimer (3), Rindkopf (3), Maas (2), Uhlmann (2), Baer (1), Hochstetter (1), Kalb (1), Kaufmann (1), Majer (1), Oppenheimer (1) und Wiener (1).